# 本隆寺 (三郷市)
本隆寺（ほんりゅうじ）は、埼玉県三郷市にある日蓮宗の寺院。

## 歴史
1649年（慶安2年）、日意によって開山された。鈴木家の菩提寺を建てたいという求めに応じて寺を創建した。1835年（天保6年）に堂宇が大破した。当時の住職日浄は柴又帝釈天の前で托鉢を行い、再建を果たした。その時の縁により、これまで法華経寺の末寺であったが、明治時代になって題経寺（柴又帝釈天）の末寺となっている。
1970年代になり、宗祖日蓮が誕生してから750年が経過しようとしていた。当寺では「聖誕慶賛事業」として寺域を拡大し、堂宇の増改築を行っている。

## 交通アクセス
- 路線バス久兵衛停留所より徒歩4分。